# 孫晷
孙晷（？-？），字文度，吴郡富春人，是东晋时期的名士。他是东吴宗室，是东吴将领孙秀的曾孙。自幼孝悌，受到他人称赞。去世时三十八岁。

## 延伸阅读
[在维基数据编辑]
 《晉書·卷088》，出自房玄齡《晉書》